# Flatosaria longiceps
Flatosaria longiceps är en insektsart som först beskrevs av Melichar 1902.  Flatosaria longiceps ingår i släktet Flatosaria och familjen Flatidae. Inga underarter finns listade i Catalogue of Life.